# Ceroglossus buqueti
Espèce
Synonymes
- Carabus buqueti Laporte de Castelnau, 1834
- Carabus chilensis Guérin-Méneville, 1835

Ceroglossus buqueti est une espèce de coléoptères, de la famille des Carabidae, de la sous-famille des Carabinae et de la tribu des Ceroglossini. Elle est trouvée au Chili.

## Sous-espèces
- Ceroglossus buqueti andestus Kraatz-Koschlau, 1887
- Ceroglossus buqueti argentinensis Jiroux, 1996
- Ceroglossus buqueti arieli Jiroux, 1996
- Ceroglossus buqueti arriagadai Jiroux, 1996
- Ceroglossus buqueti breuningi Heinz & Jiroux, 2001
- Ceroglossus buqueti buqueti (Laporte de Castelnau, 1834)
- Ceroglossus buqueti calvus Géhin, 1885
- Ceroglossus buqueti cecilae Jiroux, 2006
- Ceroglossus buqueti cherquencoensis Dorsselaer, 1955
- Ceroglossus buqueti chiloensis (Hope, 1837)
- Ceroglossus buqueti deuvei Jiroux, 1996
- Ceroglossus buqueti leopardalinus Rataj & Godeau, 2010
- Ceroglossus buqueti lorenzi Jiroux, 1998
- Ceroglossus buqueti magdalenaensis Jiroux, 1996
- Ceroglossus buqueti peladosus Kraatz-Koschlau, 1887
- Ceroglossus buqueti snizeki Jiroux, 2006
- Ceroglossus buqueti subnitens Kraatz-Koschlau, 1885
- Ceroglossus buqueti sybarita Gerstaecker, 1858

### Synonymes de sous-espèces
Synonymes de Ceroglossus buqueti andestus
- Ceroglossus buqueti var. andestus Kraatz-Koschlau, 1887
- Ceroglossus valdiviae var. andestus Kraatz-Koschlau, 1887
- Ceroglossus buqueti var. elegantissimus Faz, 1925
- Ceroglossus buqueti var. salbachi Faz, 1925

Synonymes de Ceroglossus buqueti breuningi
- Ceroglossus buqueti arieli Heinz & Jiroux, 2001

Synonymes de Ceroglossus buqueti buqueti
- Ceroglossus confusus Kraatz, 1887
- Carabus valdiviae confusus (Kraatz, 1887)
- Carabus valdiviae Hope, 1837
- Ceroglossus valdivianus Morawitz, 1886
- Carabus valdiviae valdivianus Morawitz, 1886

Synonymes de Ceroglossus buqueti calvus
- Ceroglossus sybarita calvus Géhin, 1885
- Ceroglossus buqueti psittacus ab. calvus Géhin, 1885
- Ceroglossus sybarita ab. calvus Géhin, 1885
- Ceroglossus buqueti sybarita ab. calvus Géhin, 1885
- Ceroglossus sybarita cupreus Faz; Breuning, 1928
- Ceroglossus sybarita ab. cupreus Faz; Niedl, 1965
- Ceroglossus buqueti sybarita ab. cupreus Faz; Jiroux, 1996
- Ceroglossus buqueti cupreus Faz; Heinz & Jiroux, 2001

Synonymes de Ceroglossus buqueti cherquencoensis
- Ceroglossus valdiviae inexpectatus ab. cherquencoensis Dorsselaer; Niedl, 1965
- Ceroglossus buqueti lepidus Kraatz-Koschlau, 1891

Synonymes de Ceroglossus buqueti chiloensis
- Ceroglossus valdiviae var. chiloensis Hope, 1837
- Carabus chiloensis Hope, 1837
- Ceroglossus chiloensis (Hope, 1837)
- Ceroglossus valdiviae var. castroensis Kraatz-Koschlau, 1885
- Ceroglossus valdivianus castroensis Kraatz-Koschlau, 1885
- Ceroglossus buqueti var. castroensis Kraatz-Koschlau, 1885
- Ceroglossus buqueti chloridus Géhin, 1885
- Ceroglossus valdiviae chloridus Géhin, 1885
- Ceroglossus buqueti var. claudii Faz, 1925
- Ceroglossus valdiviae var. dorsiger Motschulsky, 1865

Synonymes de Ceroglossus buqueti lorenzi
- Carabus curtus Germain, 1895
- Carabus buqueti curtus Germain, Lapouge, 1928
- Ceroglossus valdiviae var. lepidus ab. curtus Germain; Breuning, 1928
- Ceroglossus valdiviae var. curtus Germain; Ruiz, 1936

Synonymes de Ceroglossus buqueti peladosus
- Ceroglossus valdiviae peladosus Kraatz-Koschlau, 1887
- Ceroglossus buqueti var. peladosus Kraatz-Koschlau, 1887
- Ceroglossus darwini var. morawitzi ab. peladosus Kraatz-Koschlau, 1887
- Ceroglossus buqueti var. inexpectatus Kraatz-Koschlau, 1890
- Ceroglossus valdiviae var. inexpectatus Kraatz-Koschlau, 1890
- Ceroglossus buqueti var. lepidus Kraatz-Koschlau, 1891
- Ceroglossus valdiviae var. lepidus Kraatz-Koschlau, 1891
- Ceroglossus valdiviae lepidus Kraatz-Koschlau, 1891
- Ceroglossus buqueti var. similis Faz, 1925

Synonymes de Ceroglossus buqueti subnitens
- Ceroglossus valdiviae var. subnitens Kraatz-Koschlau, 1885
- Ceroglossus valdiviae subnitens Kraatz-Koschlau, 1885
- Ceroglossus buqueti nepotulus Faz, 1925

Synonymes de Ceroglossus buqueti sybarita
- Ceroglossus sybarita Gerstaecker, 1858
- Carabus sybarita Gerstaecker, 1858
- Ceroglossus psittacus Gerstaecker, 1858
- Carabus psittacus Gerstaecker, 1858
- Ceroglossus sybarita var. psittacus (Gerstaecker, 1858)
- Ceroglossus buqueti psittacus (Gerstaecker, 1858)
- Ceroglossus sybarita tomentosus Kraatz, 1885
- Ceroglossus sybarita var. tomentosus Kraatz, 1885

Autre synonyme
- Carabus elegans Faz, 1925, un synonyme de Ceroglossus buqueti lepidus  Kraatz-Koschlau, 1891